# آدم ماثر
آدم ماثر (26 نوفمبر 1860 في أستراليا - 31 أغسطس 1917) (بالإنجليزية: Adam Mather)‏ هو لاعب كريكت أسترالي.

## وصلات خارجية
- آدم ماثر على موقع إي آس بي آن كريك إنفو (الإنجليزية)